# Liste der Monuments historiques in Neuillac
Die Liste der Monuments historiques in Neuillac führt die Monuments historiques in der französischen Gemeinde Neuillac auf.

## Liste der Bauwerke
| Bezeichnung      | Beschreibung              | Standort | Kennzeichnung | Schutzstatus | Datum | Bild           |
| ---------------- | ------------------------- | -------- | ------------- | ------------ | ----- | -------------- |
| Kirche St-Pierre | Erbaut im 12. Jahrhundert | (Lage)   | PA00104823    | Classé       | 1914  | weitere Bilder |

## Liste der Objekte
| Bezeichnung | Beschreibung          | Standort                       | Kennzeichnung | Schutzstatus | Datum | Bild |
| ----------- | --------------------- | ------------------------------ | ------------- | ------------ | ----- | ---- |
| Glocke      | Bronze, 1654 gegossen | in der Kirche St-Pierre (Lage) | PM17000225    | Classé       | 1908  |      |